# KV-3
KV-3は、ソビエト連邦で1940年代に開発された重戦車である。

## 開発経緯
1940年春に行われた、ナチス・ドイツによるフランス・低地諸国攻撃とそれらの迅速な占領は、その年の初頭にフィンランド相手に大打撃を受け、スターリンの粛清による戦闘能力低下を痛感していたソ連に大きなショックを与えた。
こうした状況下で、ドイツ軍が重装甲のルノーB1を保有するフランス軍相手に勝利できたのはそれ以上の重装甲、高火力を有する戦車を保有しているためであるという観測に基づき、当時量産が軌道に乗りつつあったKV-1の改良が開始された。計画車両の呼称はObject-222である。
この改良は最大90mmへの装甲増厚、司令塔をもつ新型砲塔、エンジン馬力の向上、武装の76mm ZiS-5への強化などを含み、1941年春に制式化されてKV-3となり、KV-1にかわって生産される予定であったが、ドイツの侵攻により置き換えは中止された。しかしKV-3で計画されていた改良のうち、装甲の強化と76mm ZiS-5の搭載はKV-1に反映された。

## 概要
ところが同時期、もう一つのKV-3が開発されつつあった。
当時赤軍中央砲兵局総監のI.クリーク元帥は断片的な情報をもとにドイツ戦車の武装と装甲をさらに過大評価し、ドイツ戦車の武装が100mm以上の口径を持つ主砲に換装され、装甲も当時開発中だった57mm Zis-2(57mm Zis-4の原型)や76mm F-32では貫通不可能なレベルに強化されていると主張した。
そしてそのようなドイツ戦車に対抗するためには、より高威力な107mm ZiS-6の開発を最優先で進め、装甲も強化した新型戦車を開発するべきだと主張したのである。
彼のこのような主張に対し、さらなる新型火砲の優先開発はいたずらに開発・生産現場の混乱を招き、次第に雲行きが怪しくなっていたドイツとの戦争に備えることができなくなる、現状の火砲より強力なものが必要ならば既存の高射砲を改造する85mm砲で十分である、と軍人や産業界は反発し、1941年初頭に論争が繰り広げられたが、スターリンに取り入ったクリーク元帥の主張が通り、107mm F-39を搭載し、より強固な防御力をもつ戦車の開発が開始されるとともに、107mm ZiS-6の開発を最優先とし、前述の2火砲とその砲弾の開発を抑制するという重大な決定がなされた。
Object-220（あるいはKV-220）と呼ばれたこの戦車は、KV-2の大型砲塔を縦に縮め、キューポラを取り付けたような砲塔に、107mm ZiS-6を搭載することを予定していた。装甲は最大100mmで、62.7tに達した重量を支える850馬力のエンジンを搭載するために車体はKVから延長されていた。しかし1941年春に試作車が完成した時点では107mm ZiS-6の開発が完了していなかったため、高射砲を改造した85mm F-30が搭載された。なお、武装に関しては当初より85mm F-30を搭載予定であり、途中107mm ZiS-6搭載が検討されたが最終的に元に戻ったとする説も存在する。
さらに砲塔をより傾斜したものに変更したObject-223と呼ばれる案も検討された。
このほか、独ソ戦前にはこれを上回る陸上戦艦のような超重戦車もいくつか計画されていた。しかし、ドイツの侵攻により彼らの戦車が喧伝されていたようなものでないことも判明し、Object-220とObject-223の開発は中止された。85mm F-30を搭載したObject-220の試作車は、レニングラード攻防戦に投入されて失われたようである。
107mm ZiS-6やKV-3を含む超重戦車の開発作業を他のものより優先させるという決定は、生産がまだ十分軌道に乗っておらず、量産・運用により判明した不具合を改良していく必要があったKV-1やT-34の生産と改良、さらにそれらに搭載される予定の57mm Zis-2や76mm F-32、76mm F-34の開発、生産を遅延させた。
そしてその遅延は、ドイツによる侵攻時に重大な問題となって赤軍戦車隊にのしかかった。まず戦車の生産量自体が十分ではなく、加えて予備部品や弾薬の備蓄も不十分で、一説によれば開戦時、76.2mm砲用の弾薬は必要量の12%程度しか存在しなかったという。そのため砲弾をごく少数のみ搭載、あるいは搭載せずに出撃し、対戦車砲を踏みつぶして回っていた戦車も存在した。
しかし一方で、長砲身85mm砲を搭載し、車体・砲塔とも100mmの装甲厚、砲塔にはキューポラ付きという性能は、翌年秋に戦場に登場するティーガーIとほぼ同等であり、同時期のドイツ軍がVK3001(H)やVK3001(P)を開発していたのと比較すれば、Object-220やObject-223はそれなりに強力で先進的な戦車であったことは否定できない。

## その後
戦争遂行のため既存の戦車の量産と必要最低限の改良に注力し、戦前に開発されていた計画戦車の大半を中止したことは、1年後の「ティーガーショック」をよりひどいものにすることにもなった。